# Unbroken and Unplugged
Unbroken and Unplugged é o segundo EP da banda Fireflight, lançado em 8 de Setembro de 2009.

## Faixas
1. "Stand Up" (acústico) — 3:32
2. "Brand New Day" (acústico) — 3:51
3. "Forever" (acústico) — 4:07
4. "Unbreakable" (acústico) — 4:05
5. "You Decide" (acústico) — 3:01

## Créditos
- Dawn Michele — Vocal
- Justin Cox — Guitarra, vocal de apoio
- Wendy Drennen — Baixo
- Phee Shorb — Bateria
- Glenn Drennen — Guitarra